# Toomas Edur
Toomas Edur (Tom Edur) (ur. 18 listopada 1954, Toronto, prowincja Ontario, Kanada) – kanadyjski hokeista, pochodzenia estońskiego. Grał na pozycji obrońcy.

## Kariera zawodowa
W latach 1973–1976 grał w lidze World Hockey Association w Cleveland, w klubie Cleveland Crusaders. W 1976 roku grał w klubach NHL: Colorado Rockies i Pittsburgh Penguins.

## Działalność religijna
W 1978 roku wycofał się ze sportu i zaczął studiować Biblię ze Świadkami Jehowy. Od 1983 roku w kanadyjskim Biurze Oddziału zajmował się tłumaczeniem publikacji Świadków Jehowy na język estoński. Na początku 1990 roku wraz z żoną Elizabeth przenieśli się do Finlandii, gdzie dalej usługiwali jako tłumacze. Wkrótce skierowano ich do Estonii, gdzie pracowali jako wolontariusze w Biurze Oddziału Świadków Jehowy w Tallinnie. W lutym 1994 roku wszedł w skład trzyosobowego Komitetu Kraju w Estonii, który opiekował się działalnością współwyznawców w trzech krajach nadbałtyckich. 1 marca 1999 roku Ciało Kierownicze Świadków Jehowy zamianowało go na jednego z członków estońskiego Komitetu Oddziału.